# Katedrála Proměnění Páně (Cefalù)

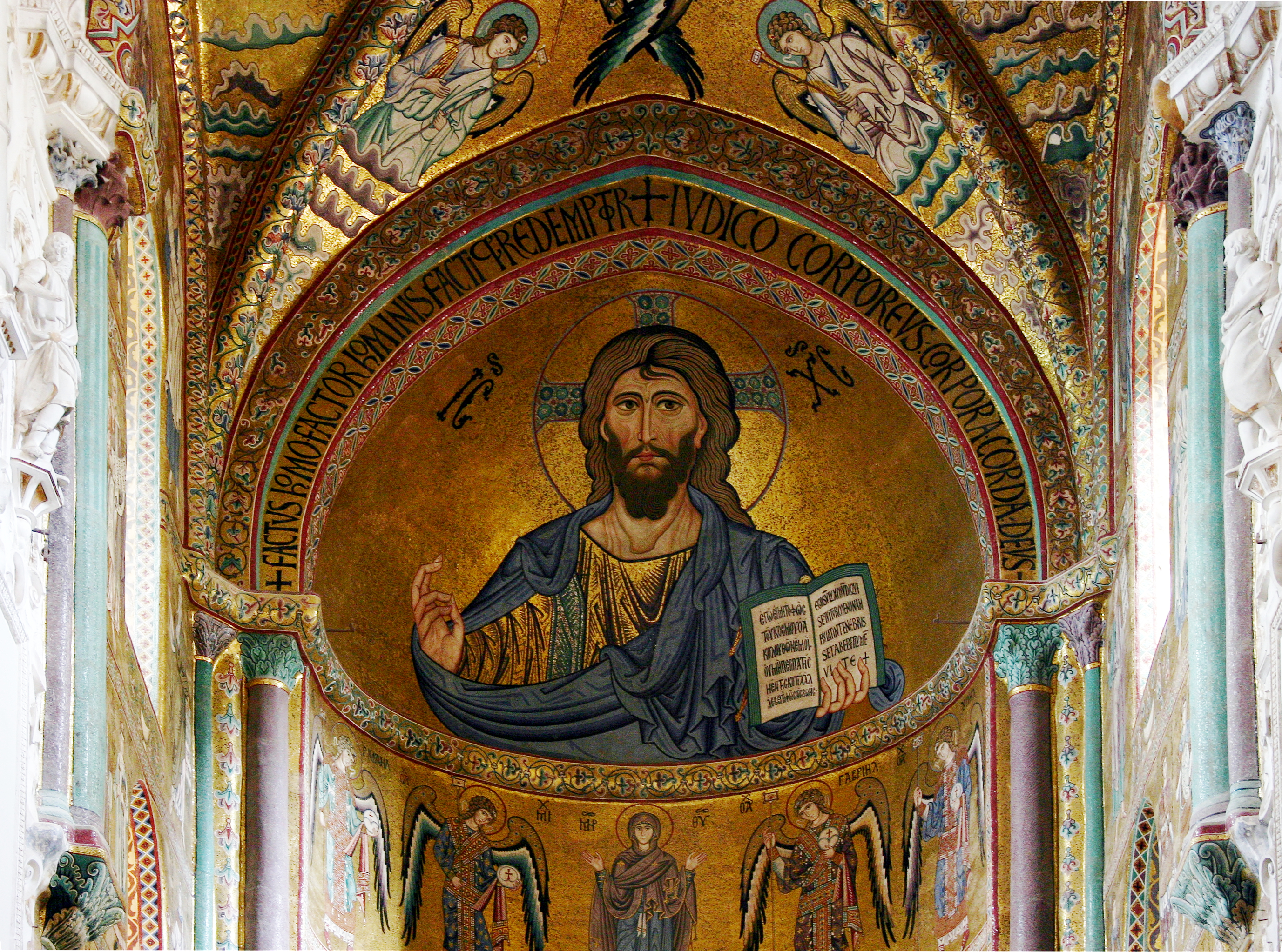
Kristus Pantokrator

Katedrála Proměnění Páně v Cefalù (italsky Duomo di Cefalù, nebo též Basilica Cattedrale della Trasfigurazione) je románská katedrála v dnešní provincii Palermo na Sicílii. 

## Historie
Katedrála byla založena roku 1130 králem Rogerem II. Jde o stavbu se směsicí papežského, islámského, byzantského a normanského románského stylu. Z doby výstavby pochází transept a sanktuář. 
Na velkolepý plán krále, jenž měl v úmyslu katedrálu využít jako místo posledního odpočinku normanských sicilských králů, stavebně poněkud skromněji navázali králové z dynastie Štaufů. V letech 1180-1240 byla postavena hlavní loď katedrály a fasáda.
Mozaiky jsou zřejmě dílem místní byzantské mozaikářské školy v Cefalù.